# Trybulacje proboszcza P.
Trybulacje proboszcza P. – ostatnia wydana powieść Zofii Romanowiczowej; ukazała się w 2001 roku, w Toruniu nakładem wydawnictwa „Algo” oraz Archiwum Emigracji. Okładkę zaprojektowała Iwona Chmielewska. Utwór powstał kilka lat wcześniej, w 1998 roku w Corconne oraz w Paryżu.

## O powieści
Trybulacje proboszcza P. to opowieść o spotkaniu młodej dziennikarki, Polki z pochodzenia, przybyłej z Paryża z byłą więźniarką obozu Ravensbrück, Iną, której pierwowzorem jest postać Janiny Iwańskiej. Wątki współczesne przeplatają się ze wspomnieniami z II wojny światowej, a także – za sprawą znalezionego w starym domu Iny pamiętnika tytułowego proboszcza – z historiami z czasów rewolucji francuskiej. Mieczysław Orski następująco opisał wzajemne zależności kilku poziomów narracji w Trybulacjach proboszcza P.: „Mamy w tej powieści do czynienia niejako z krzyżującymi się w różnych układach odniesień historycznych i na różnych poziomach fabuły perypetiami trójkąta w taki czy inny sposób wydziedziczonych ze wspólnoty społecznej wskutek opresji politycznych”. Rafał Moczkodan w „Nowych Książkach” pisał o Trybulacjach proboszcza P., zestawiając je z Ruchomymi schodami następująco: „Lektura Trybulacji Proboszcza P. dostarcza wielu przyjemności, choć osoby znające jedną z wcześniejszych książek Romanowiczowej – Ruchome schody – doznają podczas czytania nieco irytującego, literackiego deja vu. Okazuje się bowiem, że w swej najnowszej powieści pisarka sięgnęła po szereg chwytów znanych z tej wcześniejszej. Przede wszystkim oba utwory zostały oparte na podobnym schemacie: dom – dwie postaci szukające porozumienia – trzecia postać przywoływana na różne sposoby. Oba domy są zbudowane w dużej części z kamienia. Narratorka Trybulacji szuka porozumienia ze znacznie starszą osobą, narratorka Ruchomych schodów ze znacznie młodszym Tomusiem, obie – przywołują na pamięć ludzi w ich mniemaniu zasługujących na miano wielkich – w Trybulacjach jest to ksiądz P., we wcześniejszej powieści – brat narratorki. W obu książkach obecny jest motyw borykania się z wojennymi wspomnieniami, w obu też w pewnej chwili dochodzi do duchowego zespolenia ludzi należących do różnych pokoleń. (...) Istotną rolę pełnią rękopisy – tu kronika Tutejszych i odnalezione przez przypadek Trybulacje, tam listy oraz ukryte w walizce dzieło brata. (...) Obie narratorki (jak również Ina) zdradzają wiele podobieństw. (...) Wreszcie w obu utworach domy będące głównym ośrodkiem zdarzeń przepadają, co jest związane ze śmiercią ich bohaterek”. Natalia Królikowska, autorka książki Eksperyment w prozie Zofii Romanowiczowej konstatuje: „Ostatnie dwie powieści Romanowiczowej, opublikowane już w kraju Ruchome schody oraz Trybulacje Proboszcza P., powtarzają i przewartościowują wątki, motywy i zdarzenia, znane z wcześniejszych utworów pisarki”.

## Recepcja powieści
Arkadiusz Morawiec w publikacji poświęconej życiu i twórczości Zofii Romanowiczowej stwierdza, iż „ostatnia książka Zofii Romanowiczowej spotkała się z życzliwym przyjęciem. Omówiono ją w sześciu recenzjach. Poświęcono jej także artykuł naukowy”.